# The Fast and the Furious: Tokyo Drift
The Fast and the Furious: Tokyo Drift (Tiếng Việt: Nhanh và nguy hiểm: Rê đuôi xe kiểu Tokyo) là bộ phim chiếu rạp năm 2006 được Justin Lin đạo diễn, là phần 3 của loạt phim The Fast and the Furious. Phim được dàn dựng tại một địa điểm hoàn toàn khác chính là Tokyo, Nhật Bản với dàn diễn viên mới toanh so với hai phần phim trước. Phim được quay chủ yếu tại Tokyo và Los Angeles. Phim được sử dụng nhiều đạo cụ và ánh sáng để tạo ra phong cách thật Tokyo. Phim lần này không có sự góp mặt của Paul Walker, còn Vin Diesel đóng vai Dominic Toretto chỉ xuất hiện với vai trò khách mời.

## Nội dung
Sean Boswell (Lucas Black) bị dính líu đến vụ đua xe đường phố tại Los Angeles, cùng một loạt vụ rắc rối với pháp luật trong quá khứ có nguy cơ anh sẽ bị giam giữ. Do đó, mẹ anh đã gửi anh đến chỗ cha mình ở Tokyo, Nhật Bản, người đang là sĩ quan Hải quân Mỹ. Trong thời gian gặp mặt cha mình ở Tokyo, anh đã bị cảnh báo nếu còn phá phách và liên quan đến đua xe nữa, thì cha anh sẽ gửi trả anh về Mỹ để nhận án tù.
Sean làm quen được Twinkie (Bow Wow), một anh chàng Mỹ da đen, họ cùng nhau đến chỗ tổ chức rê đuôi xe. Sean có lời ăn tiếng nói qua lại với Takashi (Brian Tee) – người được mệnh danh là DK - Drift King (Vua rê đuôi xe) và cũng là cháu của một tay trùm Yakuza địa phương – khi anh nói chuyện với Neela (Nathalie Kelley) bạn gái của Takashi. Sean thách đấu với Takashi và thất bại, đã thế còn làm hỏng luôn chiếc xe đua Han (Sung Kang), một đối tác làm ăn của Takashi. Han nói Sean không được bỏ trốn và phải làm việc cho Han để bù lại tiền sửa chiếc xe.
Han trở thành bạn của Sean và dạy cho anh cách rê đuôi xe. Han làm vậy vì anh thấy thích tính cách của Sean do Sean tỏ ra không hề sợ Takashi. Neela và Sean gặp gỡ nhau, điều này làm Takashi rất tức giận và đã đến đánh Sean. Thấy tức giận vì hành động của Takashi, Neela đã bỏ hắn để ở bên Sean.
Sau khi Kamata (Sonny Chiba), chú của Takashi, nói rằng Takashi và Han đã ăn tiền của ông ta, Takashi đổ lỗi cho Han, Sean và Neela bỏ trốn cùng Han và Takashi đuổi giết họ. Trong cuộc truy đuổi, Han tưởng như bị chết do tai nạn (thủ phạm là Deckard Shaw) nhưng thực ra anh chưa hề chết (quay trở lại trong phần 9). Neela buộc phải theo Takashi để cứu Sean khỏi bị Takashi giết. Twinkie đã đưa cho Sean hết chỗ tiền để dành của mình, Sean dùng số tiền đó để đến gặp Kamata đòi đua xe với Takashi. Sean cùng đồng đội của Han tạo ra chiếc xe riêng, cuối cùng Sean đã giành chiến thắng trước Takashi. 
Cuối phim, Vua Rê đuôi xe mới Sean bị một tay đua giấu tên nói rằng là bạn của Han thách đấu. Hóa ra đó lại chính là Dominic "Dom" Toretto (Vin Diesel) trong chiếc xe Dodge Charger đời 1967 (xuất hiện trong The Fast and the Furious (phim)). Phim kết thúc ở cảnh bắt đầu cuộc đua giữa Sean và Dom.

## Diễn viên
- Lucas Black trong vai Sean Boswell, một tay đua trẻ và là nhân vật chính của phim.
- Bow Wow trong vai Twinkie, người bạn đầu tiên của Sean ở Tokyo, anh chuyên bán các đồ tiêu dùng, chính anh là người giới thiệu Sean về rê đuôi xe.
- Sung Kang trong vai Han Lue, đối tác của Takashi và là bạn cũ của Dominic Toretto. Anh là người dạy Sean cách rê đuôi xe.
- Brian Tee trong vai Takashi, nhân vật phản diện, kẻ thù của Sean. Được biết đến là tay đua giỏi nhất với biệt hiệu Vua rê đuôi xe (DK).
- Nathalie Kelley trong vai Neela, một cô gái người Úc và là bạn gái của Takashi, sau này là bạn gái của Sean.
- Jason Tobin trong vai Earl, bạn của Han.
- Keiko Kitagawa trong vai Reiko, bạn của Earl.
- Sonny Chiba trong vai Kamata, chú của Takashi và là trùm Yakuza địa phương.
- Leonardo Nam trong vai Morimoto, bạn thân và là cánh tay phải của Takashi.
- Brian Goodman trong vai Trung úy Boswell, bố của Sean.
- Lynda Boyd trong vai bà Boswell, mẹ của Sean.
- Zachery Ty Bryan trong vai Clay, anh học trò mà Sean đã đua xe trong đầu phim.
- Nikki Griffin trong vai Cindy, bạn gái của Clay.
- Vin Diesel trong vai Dominic "Dom" Toretto, xuất hiện lúc cuối phim.

## Công chiếu
Phim đã mang về $24 triệu trong tuần đầu ra mắt. Phim bị hạn chế chiếu tại Nhật Bản. Vào 28 tháng 1, năm 2007, phim đạt được doanh thu tại thị trường Mỹ $62,514,415 và $95,886,987 tại thị trường nước ngoài, giúp phim đạt tổng doanh thu $158,401,402. Phim có doanh thu thấp hơn phần trước.

## Nhạc phim
Tokyo Drift - Teriyaki Boyz